# براكا

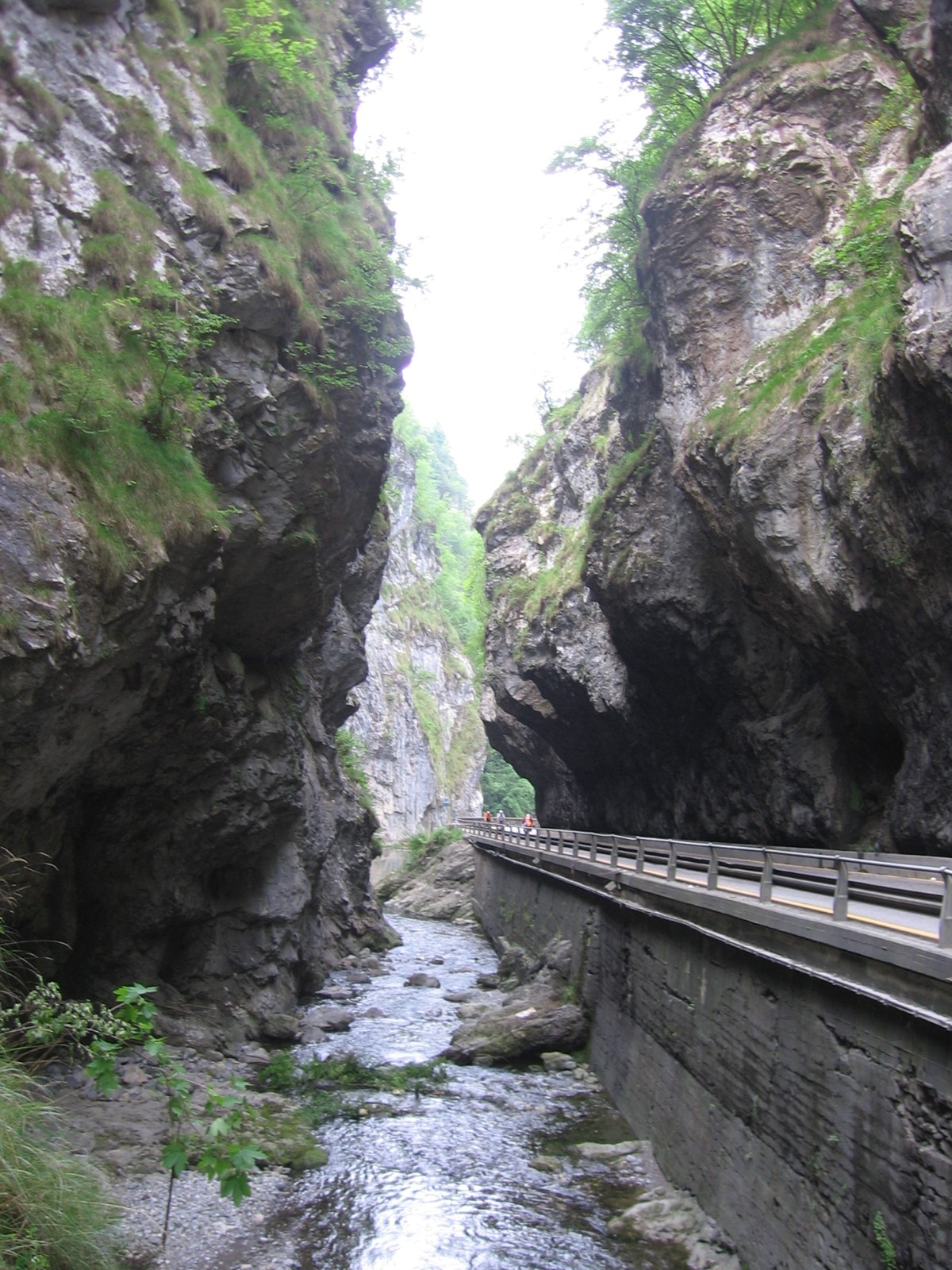
محاجر براكا

براكا ( برغاماسك: براكا ) هي كوموني في مقاطعة بيرغامو في منطقة لومباردي الإيطالية، وتقع على بعد حوالي 60 كيلومتر (37 ميل) شمال شرق ميلانو وحوالي 14 كيلومتر (9 ميل) شمال شرق بيرغامو. واعتباراً من 31 ديسمبر 2004، كان عدد سكانها 827 نسمة ومساحتها 5.5 كيلومتر مربع (2.1 ميل2).
تقع براكا على حدود البلديات التالية: ألجوا وكوستا دي سيرينا وسان بيليجرينو تيرمي وزوجنو.